# Халук Билгинер
Нихат Халук Билгинер (тур. Nihat Haluk Bilginer, рођен 5. јуна 1954) је турски глумац. Поред своје глумачке каријере у Турској, радио је иу Уједињеном Краљевству и остао је најпознатији по улози Мехмета Османа у телевизијској сапуници  EastEnders током 1980-их. Такође је глумио у холивудским филмовима као мањи глумац. Играо је зликовца герилског вођу у комедији Иштар из 1987. и турског мафијаша у мрачној комедији из 2001. године Buffalo Soldiers.
За своју улогу у мини-серији Личност, добио је међународни Еми за најбољег глумца.

## Биографија
Билгинер је рођен у Измиру, Турска. Дипломирао је на Државном конзерваторијуму у Анкари 1977. пре него што је отишао у Енглеску где је дипломирао на Лондонској академији за музику и драмску уметност. Прву улогу добио је у EastEnders (1985). Билгинер се први пут појављује у EastEnders-у (1985.) као Мехмет Осман на екрану у јуну 1985., четири месеца након што је серија првобитно емитована. Мехмет је приказан као шармер, неваљалац и женскарош. 
Билгинер је отишао у музичко позориште након што је напустио EastEnders (1985). Током емисије, дошао је у Турску да глуми у ТВ серији Gecenin Öteki Yüzü (1987) из 1987. године, где је упознао своју евентуалну прву супругу Зухал Олчај, познату турску глумицу и певачицу. Након што је шест година провео време у Лондону и Истанбулу, напустио је шоу да би заувек остао у Турској и оженио се са Зухал 1992. Гостовао је у епизоди The Young Indiana Jones Chronicles (1992) као Исмет Инону, и наставио да глуми у филму Јавуза Озкана "Iki Kadin" (1992). Затим је глумио у разним филмовима, укључујући контроверзни Istanbul Beneath My Wings (1996) и Sawdust Tales (1997). После признања критике за ове улоге, добио је своју прву награду као споредни глумац у филму Innocence (1997).
Велико интернационално признање добио је по својим улогама у филму Зимско светло (2014) и у мини-серији Личност (2018).